# Dichen Lachman
Dichen Lachman (Katmandu, Nepál, 1982. február 22. –) ausztrál-nepáli színésznő.
Egyik legismertebb szerepe Sierra a Dollhouse – A felejtés ára című amerikai drámasorozatban. A Szomszédok című ausztrál szappanoperában Katya Kinskit játszotta.

## Élete és pályafutása
A nepáli fővárosban, Katmanduban született, és gyermekkorát is itt töltötte. Mielőtt hétéves lett volna, családjával együtt átköltözött Adelaide városába, az ausztrál kontinensre.

## Filmográfia

### Film
| Év   | Magyar cím                     | Eredeti cím                       | Szerep                    | Magyar hang       |
| ---- | ------------------------------ | --------------------------------- | ------------------------- | ----------------- |
| 2005 |                                | Eastworld (rövidfilm)             | gengszter                 |                   |
| 2006 |                                | Safety in Numbers                 | riporter                  |                   |
| 2006 | Aquamarine                     | Aquamarine                        | Beth-Ann                  |                   |
| 2009 |                                | Bled                              | Aaren                     |                   |
| 2010 |                                | Sunday Punch (rövidfilm)          | Jill                      |                   |
| 2014 |                                | Lust for Love                     | Cali                      |                   |
| 2015 |                                | Too Late                          | Jilly Bean                |                   |
| 2020 |                                | Bad Therapy                       | Stern                     |                   |
| 2021 | Raya és az utolsó sárkány      | Raya and the Last Dragon          | Atitaya tábornok (hangja) | Gőbölös Krisztina |
| 2022 | Jurassic World: Világuralom    | Jurassic World Dominion           | Soyona Santos             | Pap Katalin       |
| 2024 |                                | Joe Baby                          | Joe Baby                  |                   |
| 2024 | A majmok bolygója: A birodalom | Kingdom of the Planet of the Apes | Korina                    |                   |
| 2024 |                                | Aftermath                         | Doc                       |                   |

### Televízió
| Év        | Magyar cím                         | Eredeti cím                    | Szerep                             | Megjegyzések                                            |
| --------- | ---------------------------------- | ------------------------------ | ---------------------------------- | ------------------------------------------------------- |
| 2005–2007 | Szomszédok                         | Neighbours                     | Neighbours                         | főszereplő                                              |
| 2008      | Azték Rex – Az őslény legendája    | Tyrannosaurus Azteca           | Ayacoatl                           | tévéfilm                                                |
| 2009–2010 | Dollhouse – A felejtés ára         | Dollhouse                      | Sierra                             | - főszereplő - magyar hangja: - Zakariás Éva            |
| 2010      | NCIS: Los Angeles                  | NCIS: Los Angeles              | Allison Pritchett / Allysia Takada | 1 epizód                                                |
| 2010      | Hawaii Five-0                      | Hawaii Five-0                  | Amy Hanamoa                        | - 1 epizód - magyar hangja: - Madarász Éva              |
| 2011      | Torchwood                          | Torchwood: Miracle Day         | Lyn Peterfield                     | 1 epizód                                                |
| 2011      |                                    | The Guild                      | önmaga                             | 1 epizód                                                |
| 2012      | A vámpír, a vérfarkas és a szellem | Being Human                    | Suren                              | főszereplő                                              |
| 2012      |                                    | Don't Try This at Home         | Jen                                | 1 epizód                                                |
| 2012      | Glades – Tengerparti gyilkosságok  | The Glades                     | Lana Kim                           | 1 epizód                                                |
| 2012      |                                    | Husbands                       | párnás lány                        | 1 epizód                                                |
| 2012      | A liga                             | The League                     | Marbella                           | 1 epizód                                                |
| 2012–2013 | Last Resort – A belső ellenség     | Last Resort                    | Tani Tumrenjack                    | főszereplő                                              |
| 2013      | CSI: A helyszínelők                | CSI: Crime Scene Investigation | Jessica Lowell                     | 1 epizód                                                |
| 2013      |                                    | King & Maxwell                 | Benny                              | 7 epizód                                                |
| 2014      | A visszatérők                      | The 100                        | Anya                               | 7 epizód                                                |
| 2014–2015 | Shameless – Szégyentelenek         | Shameless                      | Angela                             | 6 epizód                                                |
| 2014–2020 | A S.H.I.E.L.D. ügynökei            | Agents of S.H.I.E.L.D.         | Jiaying                            | - 11 epizód - magyar hangja:[forrás?] - Czirják Csilla  |
| 2016      | Az utolsó remény                   | The Last Ship                  | Jesse                              | 6 epizód                                                |
| 2016–2017 | Supergirl                          | Supergirl                      | Veronica Sinclair / Rulett         | - 2 epizód - magyar hangja:[forrás?] - Náray Erika      |
| 2018–2020 | Valós halál                        | Altered Carbon                 | Reileen Kawahara                   | - főszereplő - magyar hangja:[forrás?] - Mikecz Estilla |
| 2018–2021 |                                    | Animal Kingdom                 | Frankie                            | 23 epizód                                               |
| 2022      |                                    | Baymax!                        | Sayaka / tanárnő / egyéb hangok    | 5 epizód                                                |
| 2022–     | Különválás                         | Severance                      | Ms. Casey                          | főszereplő                                              |
| 2024–     | Jurassic World: Káoszelmélet       | Jurassic World: Chaos Theory   | Soyona Santos (hangja)             | - mellékszereplő. - magyar hangja: - Pap Katalin        |